# 藤原豊継
藤原 豊継（ふじわら の とよつぐ）は、平安時代初期の貴族。名は豊嗣とも記される。藤原京家、神祇伯・藤原大継の子。官位は従五位下・豊前守。

## 経歴
天長2年（825年）従五位下に叙爵。
仁明朝に入り、承和3年（836年）天皇の守護と遣唐使の帰国祈願を目的として、下総国香取郡の伊波比主命ら四柱の大神に位記を奉っている（この時の官職は中務少輔）。
承和5年（838年）左少弁、承和8年（841年）従五位上に叙任され、のち右中弁に昇進する。右中弁の官職にあった承和12年（845年）に他の4人の弁官と共に、法隆寺の僧侶・善愷による同寺の壇越であった少納言・登美直名の告訴の審理を行い、直名に遠流の判決を下す。しかし、翌承和13年（846年）になって、審理に参加しなかった右少弁・伴善男がこの訴訟事件に関連して5人の弁官が私曲を行ったとして弾劾を行う。結局、弾劾は認められ、豊継は他の弁官と共に解官の上、贖銅10斤を課された（善愷訴訟事件）。さらに、承和14年（847年）には位記を破棄され、翌嘉祥元年（848年）になって一階下の従五位下に再叙されている。

## 官歴
注記のないものは『六国史』による。
- 時期不詳：正六位上
- 天長2年（825年） 10月15日：従五位下
- 承和3年（836年）以前：中務少輔
- 承和5年（838年） 正月13日：左少弁
- 承和8年（841年） 11月20日：従五位上
- 時期不詳：右中弁
- 承和13年（846年） 11月14日：贖銅10斤
- 承和14年（847年） 5月27日：位記を破棄
- 嘉祥元年（848年） 12月25日：従五位下
- 時期不詳：豊前守[3]

## 系譜
『尊卑分脈』による。
- 父：藤原大継
- 母：不詳
- 生母不明の子女
  - 男子：藤原海魚